# Pardeconde (Junquera de Espadañedo)
Pardeconde es un lugar español situado en la parroquia de Pensos, del municipio de Junquera de Espadañedo, en la provincia de Orense, Galicia.

## Demografía
| Gráfica de evolución demográfica de Pardeconde entre 2000 y 2022 |
|                                                                  |
| Datos según el nomenclátor publicado por el INE.                 |